# Arab Telemedia Group
Arab Telemedia Group é uma empresa independente de mídia comercial, fundada por Adnan Al Awamleh em 1983. Desde sua criação, a Arab Telemedia vem se tornando líder na produção de TV no Oriente Médio, tornando-se uma das principais produtoras do mundo árabe.
No ano 2000, Talal Al Awamleh tornou-se o CEO do Grupo, alcançando um grande sucesso de crescimento nos anos seguintes, coroado com um Emmy Award em 2008 por sua série sócio-política The Invasion Igtiyah como melhor telenovela internacional.